# Houquetot
Houquetot is een gemeente in het Franse departement Seine-Maritime (regio Normandië) en telt 284 inwoners (2004). De plaats maakt deel uit van het arrondissement Le Havre.

## Geografie
De oppervlakte van Houquetot bedraagt 4,1 km², de bevolkingsdichtheid is 69,3 inwoners per km².
De onderstaande kaart toont de ligging van Houquetot met de belangrijkste infrastructuur en aangrenzende gemeenten.

## Demografie
Onderstaande figuur toont het verloop van het inwonertal (bron: INSEE-tellingen).